# Zygonoides
Zygonoides é um género de libelinha da família Libellulidae.
Este género contém as seguintes espécies:
- Zygonoides fraseri
- Zygonoides fuelleborni